# Novos Ensaios sobre o Entendimento Humano
Os Novos Ensaios sobre o Entendimento Humano são uma refutação capítulo-a-capítulo, seção-a-seção por Gottfried Leibniz da obra-prima de John Locke, Um Ensaio sobre o Entendimento Humano. Apesar de ter escrito muito (o editor Michel Fichant prevê que o trabalho de publicar as obras completas de Leibniz terminará somente por volta de 2030), os Novos Ensaios são uma das duas únicas obras de maior fôlego que Leibniz publicou em vida (a outra é a Teodiceia). Como muitos clássicos da filosofia, estão escritos na forma de diálogo. Os dois personagens do livro são os amigos Teófilo ("o amigo de Deus"), representando o racionalismo Leibniz, e Filalete ("o amigo da verdade"), representando o empirismo de Locke. 
Uma primeira versão dos Novos Ensaios foi concluída em 1704, mas Leibniz recusou-se a publicá-los por causa da morte de Locke no mesmo ano. Leibniz continuou trabalhando no manuscrito por muitos anos, e a obra só foi publicada postumamente em 1764. 